# Miss Nicaragua 2011
Miss Nicaragua 2011, 29e élection de Miss Nicaragua, s'est déroulée le 26 février 2011 au Théâtre national Rubén Dario de Managua. La gagnante, Adriana Dorn, succède à Scharllette Allen Moses, Miss Nicaragua 2010. La présentation officielle des quatorze candidates a eu lieu à l'Hôtel Barceló Managua le 14 janvier 2011.
La cérémonie a été présentée par Ivan Taylor et Xiomara Blandino, Miss Nicaragua 2007.

## Classement final
| Titre                                                                | Candidates                                 |
| -------------------------------------------------------------------- | ------------------------------------------ |
| Miss Nicaragua 2011 - Représentante du Nicaragua à Miss Univers 2011 | - Managua - Adriana Dorn                   |
| 1re dauphine - Représentante du Nicaragua à Miss Monde 2012          | - Granada - Lauren Lawson                  |
| 2e dauphine                                                          | - Matagalpa - Priscilla Ferrufino          |
| 3e dauphine                                                          | - Tipitapa - María Esther Cortés           |
| 4e dauphine                                                          | - Río San Juan - María Alejandra McConnell |
| 5e dauphine                                                          | - Nueva Segovia - Dania Lisseth Caceres    |

## Candidates
| Département   | Nom                       | Âge        | Taille               |        |        |
| ------------- | ------------------------- | ---------- | -------------------- | ------ | ------ |
| Département   | Nom                       | Bluefields | Angela Nicole Brooks | 21 ans | 1,72 m |
| Carazo        | Guiselle Alvarez          | 24 ans     | 1,68 m               |        |        |
| Chontales     | Kian Morales              | 19 ans     | 1,71 m               |        |        |
| Estelí        | Ana Francis Lorente       | 21 ans     | 1,70 m               |        |        |
| Granada       | Lauren Lawson             | 22 ans     | 1,70 m               |        |        |
| León          | Fátima Lucía Flores       | 21 ans     | 1,70 m               |        |        |
| Managua       | Adriana Dorn              | 24 ans     | 1,75 m               |        |        |
| Masaya        | Oriana Chamorro           | 24 ans     | 1,70 m               |        |        |
| Matagalpa     | Priscilla Ferrufino       | 26 ans     | 1,80 m               |        |        |
| Nueva Segovia | Dania Lisseth Caceres     | 24 ans     | 1,73 m               |        |        |
| RAAN          | Marling Yamileth Torrez   | 18 ans     | 1,67 m               |        |        |
| Río San Juan  | María Alejandra McConnell | 19 ans     | 1,74 m               |        |        |
| Rivas         | Amalia Martinez           | 20 ans     | 1,69 m               |        |        |
| Tipitapa      | María Esther Cortes       | 18 ans     | 1,70 m               |        |        |

### Prix attribués
| Prix                      | Candidat(e)s                      |
| ------------------------- | --------------------------------- |
| Meilleur costume national | Masaya - Oriana Chamorro          |
| Le plus beau visage       | Managua - Adriana Dorn            |
| Miss Photogénique         | Bluefields - Angela Nicole Brooks |
| Miss Congénialité         | Tipitapa - María Esther Cortes    |
| Miss Silhouette           | Granada - Lauren Lawson           |
| Meilleur sourire          | Granada - Lauren Lawson           |

## Observations